# Fran Kirby
Fran Kirby (Reading, 1993. június 29. –) Európa-bajnok angol női válogatott labdarúgó, a Chelsea támadója. Kiemelkedő képességű labdarúgó. Kitartása, fizikai és mentális állóképessége a sport, ezen belül a női labdarúgás követendő példája.

## Pályafutása
Szülővárosában már korai gyermekkorában felfedezte a foci iránti szeretetét és testvére játéka is inspiráló hatással volt karrierje első lépéseihez. Házuk udvarán, a játszótereken, iskoláiban és hétéves korában már a Reading akadémiáján gyakorolta a labdarúgást családja, különösképpen édesanyja, Denise támogatásával.

### Klubcsapatokban

#### Reading
2009-ben a korosztályos csapatokat végigjárva mutatkozott be a harmadosztályban.
16 éves korában egy időre visszavonult a labdarúgástól, de 2012-ben újra felkereste a Reading csapatát és 32 góljával a 2012–13-as bajnokság legeredményesebb játékosaként komoly feladatot vállalt együttese bajnoki címében.
A másodosztályban folytatta a gólgyártást és 29 alkalommal zörgette meg ellenfelei hálóját, többek között a London Bees elleni négy találatát a Durham, a Doncaster és a Watford elleni mesterhármasával színesítette.
Bár nem sikerült a feljutást kiharcolni Kirby az év játékosaként a Reading történetének első női profi labdarúgó szerződését írhatta alá.
Következő szezonjában 5 mérkőzésen 11-szer volt eredményes, csapata pedig jobb gólarányának köszönhetően bajnokként jutott az első osztályba.

#### Chelsea
A 2015-ös világbajnokság után a Reading elfogadta a Chelsea ajánlatát és Kirby a Kékekhez szerződött.
Első szezonjában 2016 májusáig 7 meccsen 5 találatot jegyzett, a Glasgow City ellen pedig a Chelsea történetének első Bajnokok Ligája találatát abszolválta.
Utolsó bajnoki találatát azonban már sérülten szerezte, miután egy ütközést követően fájdalmai ellenére a pályán maradt. Később derült ki, hogy komoly térdsérülése van, a rehabilitáció után pedig csontödéma alakult ki térdízületeiben.
Egy év kihagyás után léphetett újra pályára és tizenegy meccsen tizenhárom gólt szerzett a bajnoki- és kupa küzdelmekben. Teljesítményével játékostársai és az újságírók szavazatai alapján is kiérdemelte az Év játékosa díjat.
2020 februárjában szívburokgyulladást diagnosztizáltak nála. Az orvosok pályája végét jósolták, azonban fertőzését leküzdve újra régi formáját felvéve tért vissza. Augusztus 29-én a szuperkupa döntőn az ő találata döntött, december 9-én pedig a Benfica ellen szerzett két góljával Eniola Aluko gólrekordját felülmúlva vette át a Chelsea örökranglistáján az első helyet 70. góljával.

### A válogatottban
Tagja volt a 2015-ös világbajnokságon bronzérmes válogatottnak, a Európa-bajnokságon az elődöntőig jutott Angliával, 2019-ben pedig a világbajnokságon negyedik helyezést érte el csapatával.

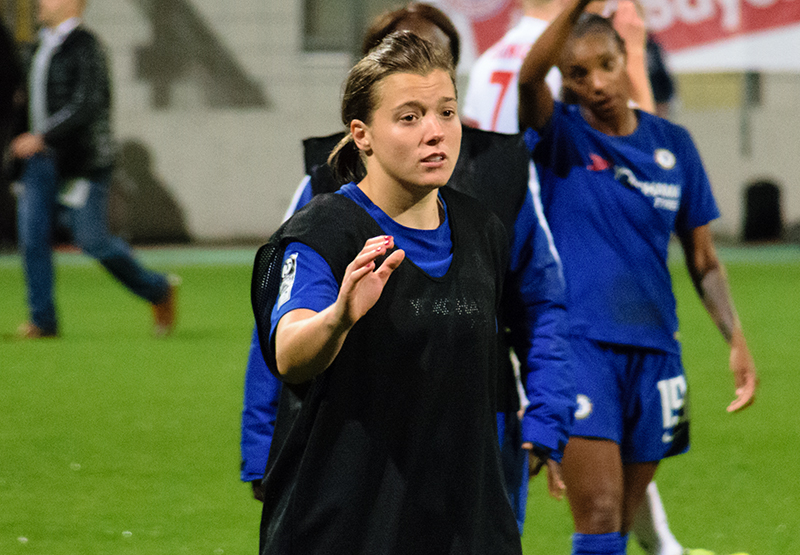
2017 októberében

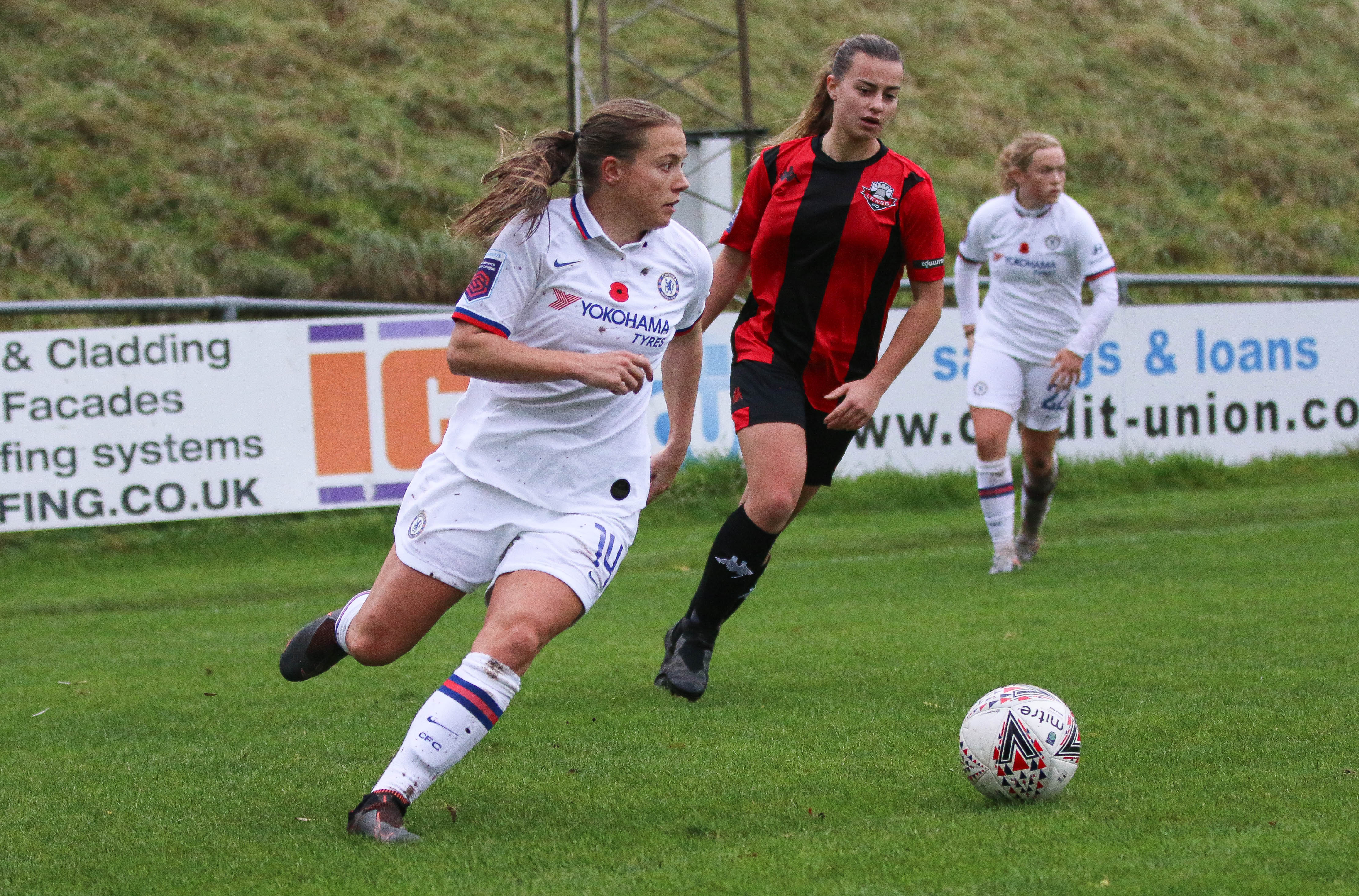
Akcióban a Lewes elleni mérkőzésen

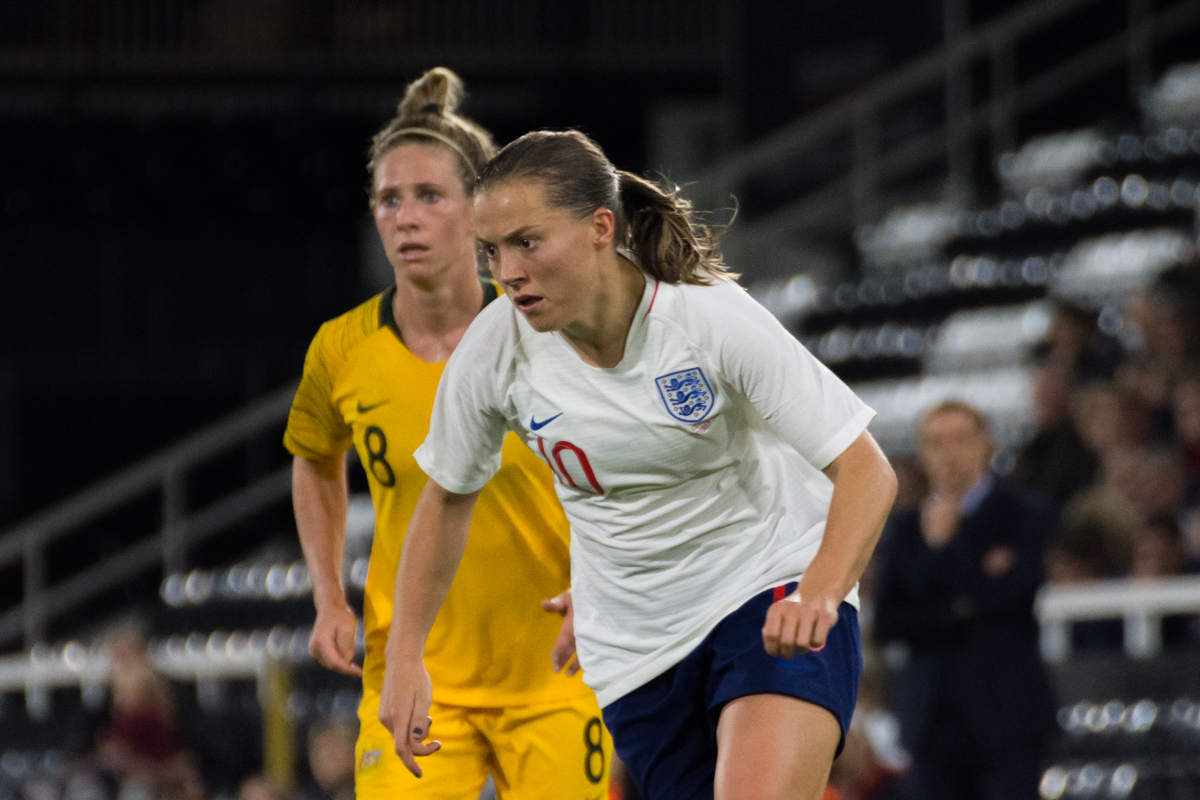
2018-ban az ausztrálok ellen találatot jegyzett

A válogatott mezében 2019-ben

## Sikerei

### Klubcsapatokban
Angol bajnok (5):
- Chelsea (5): 2015, 2017–18, 2019–20, 2020–21, 2021–22

 Angol kupagyőztes (3):
- Chelsea (3): 2014–15, 2017–18, 2021–22

 Angol ligakupa-győztes (1):
- Chelsea (1): 2021

 Angol szuperkupa-győztes (1):
- Chelsea (1): 2020

 Spring Series győztes (1):
- Chelsea (1): 2017

 Angol másodosztályú bajnok (1):
- Reading (1): 2015

 Angol harmadosztályú bajnok (1):
- Reading (1): 2012–13

### A válogatottban
Anglia
- Európa-bajnok: 2022
- Világbajnoki bronzérmes: 2015
- SheBelieves-kupa győztes (1): 2019[10]
- SheBelieves-kupa ezüstérmes (1): 2018[11]
- Ciprus-kupa győztes (1): 2015[12]

### Egyéni
- Az év játékosa (PFA) (2): 2017–18,[13] 2020–21[14]
- Az év játékosa (FWA) (2): 2017–18,[15] 2020–21[16]
- Az év csapatában (1): 2017–18[17]

## Statisztikái

### Klubcsapatokban
2021. május 9-el bezárólag
| Klub             | Szezon           | Bajnokság | Bajnokság | FA Kupa | FA Kupa | Nemzetközi | Nemzetközi | Össz. | Össz. |
| Klub             | Szezon           | Mérk.     | Gól       | Mérk.   | Gól     | Mérk.      | Gól        | Mérk. | Gól   |
| ---------------- | ---------------- | --------- | --------- | ------- | ------- | ---------- | ---------- | ----- | ----- |
| Reading          | 2014             | 0         | 0         | 4       | 4       | 0          | 0          | 4     | 4     |
| Reading          | Összesen         | 0         | 0         | 4       | 4       | 0          | 0          | 4     | 4     |
| Chelsea          | 2015             | 5         | 4         | 3       | 3       | 4          | 2          | 12    | 9     |
| Chelsea          | 2016             | 7         | 5         | 0       | 0       | 0          | 0          | 7     | 5     |
| Chelsea          | 2017             | 5         | 6         | 0       | 0       | 0          | 0          | 5     | 6     |
| Chelsea          | 2017–18          | 17        | 8         | 6       | 7       | 8          | 4          | 31    | 19    |
| Chelsea          | 2018–19          | 16        | 9         | 5       | 4       | 8          | 5          | 29    | 18    |
| Chelsea          | 2019–20          | 4         | 0         | 2       | 0       | 0          | 0          | 6     | 0     |
| Chelsea          | 2020–21          | 18        | 16        | 4       | 3       | 9          | 6          | 31    | 25    |
| Chelsea          | 2021–22          | 13        | 6         | 3       | 0       | 6          | 2          | 22    | 8     |
| Chelsea          | Összesen         | 85        | 54        | 28      | 21      | 35         | 19         | 148   | 94    |
| Karrier összesen | Karrier összesen | 85        | 54        | 32      | 25      | 35         | 19         | 152   | 98    |

### A válogatottban
2022. július 15-ével bezárólag
| Válogatott | Szezon   | Mérk. | Gól |
| ---------- | -------- | ----- | --- |
| Anglia     |          |       |     |
| 2014       | 2        | 1     |     |
| 2015       | 11       | 4     |     |
| 2016       | 3        | 0     |     |
| 2017       | 10       | 4     |     |
| 2018       | 8        | 3     |     |
| 2019       | 11       | 1     |     |
| 2021       | 6        | 1     |     |
| 2022       | 12       | 3     |     |
| Összesen   | Összesen | 63    | 17  |

|     |                      |                                          |                     |         |          |                          |        |  |  |  |  |  |  |  |  |
| Gól | Dátum                | Helyszín                                 | Ellenfél            | Találat | Eredmény | Esemény                  | Forrás |  |  |  |  |  |  |  |  |
| 1   | 2014. augusztus 3.   | Victoria Park, Hartlepool                | Svédország          | 2–0     | 4–0      | Barátságos mérkőzés      | [ 18 ] |  |  |  |  |  |  |  |  |
| 2   | 2015. április 9.     | Academy Stadion, Manchester              | Kína                | 2–0     | 2–1      | Barátságos mérkőzés      | [ 19 ] |  |  |  |  |  |  |  |  |
| 3   | 2015. június 13.     | Moncton Stadion, Moncton                 | Mexikó              | 1–0     | 2–1      | 2015-ös világbajnokság   | [ 20 ] |  |  |  |  |  |  |  |  |
| 4   | 2015. szeptember 21. | A. Le Coq Aréna, Tallinn                 | Észtország          | 3–0     | 8–0      | 2017-es Eb-selejtező     | [ 21 ] |  |  |  |  |  |  |  |  |
| 5   | 2015. szeptember 21. | A. Le Coq Aréna, Tallinn                 | Észtország          | 6–0     |          | 2017-es Eb-selejtező     | [ 21 ] |  |  |  |  |  |  |  |  |
| 6   | 2017. június 10.     | Tissot Aréna, Biel                       | Svájc               | 2–0     | 4–0      | Barátságos mérkőzés      | [ 22 ] |  |  |  |  |  |  |  |  |
| 7   | 2017. július 23.     | Rat Verlegh Stadion, Breda               | Spanyolország       | 1–0     | 2–0      | 2017-es Európa-bajnokság | [ 23 ] |  |  |  |  |  |  |  |  |
| 8   | 2017. november 24.   | Bescot Stadion, Walsall                  | Bosznia-Hercegovina | 4–0     | 4–0      | 2019-es vb-selejtező     | [ 24 ] |  |  |  |  |  |  |  |  |
| 9   | 2017. november 28.   | Colchester Community Stadion, Colchester | Kazahsztán          | 2–0     | 5–0      | 2019-es vb-selejtező     | [ 25 ] |  |  |  |  |  |  |  |  |
| 10  | 2018. március 1.     | Mapfre Stadion, Columbus                 | Franciaország       | 4–0     | 4–1      | SheBelieves-kupa         | [ 26 ] |  |  |  |  |  |  |  |  |
| 11  | 2018. október 6.     | Meadow Lane, Nottingham                  | Brazília            | 1–0     | 1–0      | Barátságos mérkőzés      | [ 27 ] |  |  |  |  |  |  |  |  |
| 12  | 2018. október 9.     | Craven Cottage, London                   | Ausztrália          | 1–0     | 1–1      | Barátságos mérkőzés      | [ 28 ] |  |  |  |  |  |  |  |  |
| 13  | 2019. július 6.      | Allianz Riviera, Nizza                   | Svédország          | 1–2     | 1–2      | 2019-es világbajnokság   | [ 29 ] |  |  |  |  |  |  |  |  |
| 14  | 2021. április 9.     | Stade Michel-d’Ornano, Caen              | Franciaország       | 1–2     | 1–3      | Barátságos mérkőzés      | [ 30 ] |  |  |  |  |  |  |  |  |
| 15  | 2022. február 23.    | Molineux Stadion, Wolverhampton          | Németország         | 3–1     | 3–1      | Arnold Clark-kupa        | [ 31 ] |  |  |  |  |  |  |  |  |
| 16  | 2022. július 15.     | St Mary Stadion, Southampton             | Észak-Írország      | 1–0     | 5–0      | 2022-es Európa-bajnokság | [ 32 ] |  |  |  |  |  |  |  |  |
| 17  | 2022. július 26.     | Bramall Lane, Sheffield                  | Svédország          | 4–0     | 4–0      | 2022-es Európa-bajnokság | [ 33 ] |  |  |  |  |  |  |  |  |

## Magánélete
Readingben született Denise és Steve Kirby gyermekeként. Bátyja Jamie korábban szintén focizott. 14 éves korában agyvérzés következtében veszítette el édesanyját, akinek halála pár évvel később mély depresszióba és kétéves kihagyásra késztette.
2019-ben a Winchesteri Egyetem tiszteletbeli tudományos doktori fokozatot adományozott számára a mentális betegségek elleni követendő munkájáért és a mentális egészség támogatásáért.